# 巴特奧塞

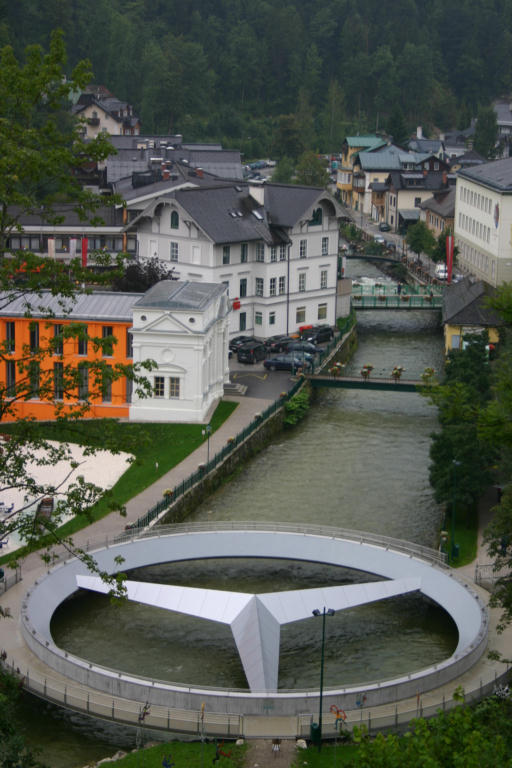

巴特奧塞是奧地利的城鎮，位於該國中部，由施蒂利亞州負責管轄，面積82.03平方公里，海拔高度659米，主要經濟活動是旅遊業，2012年人口4,884。

## 外部連結
- Official site （德文）